# Ајхштет
Ајхштет (њем. Eichstätt) општина је у њемачкој савезној држави Баварска. Једно је од 30 општинских средишта округа Ајхштет. Према процјени из 2010. у општини је живјело 14.103 становника. Посједује регионалну шифру (AGS) 9176123.

## Географски и демографски подаци
Ајхштет се налази у савезној држави Баварска у округу Ајхштет. Општина се налази на надморској висини од 371 - 534 метра. Површина општине износи 47,8 km². У самом мјесту је, према процјени из 2010. године, живјело 14.103 становника. Просјечна густина становништва износи 295 становника/km².

## Међународна сарадња
| Мјесто           | Држава  | Врста сарадње | Од    |
| ---------------- | ------- | ------------- | ----- |
|                  | Чешка   | партнерство   | 2003. |
| Сијера де Марија | Шпанија | партнерство   | 1994. |
| Болка            | Италија | партнерство   | 1973. |
| Извор            |         |               |       |